# Kapca
Kapca – wieś w Słowenii, w gminie Lendava. 1 stycznia 2018 liczyła 392 mieszkańców.